# Lista największych pałaców
Poniżej znajduje się lista niektórych z największych budynków pod względem powierzchni. Tytuł „największego pałacu świata” jest zarówno trudny do przyznania, jak i kontrowersyjny, ponieważ różne kraje stosują różne standardy, aby twierdzić, że ich pałac jest największy na świecie.
Tytuł największego na świecie pałacu pod względem obszaru otoczonego murami obronnymi pałacu należy do chińskiego kompleksu Zakazane Miasto w Pekinie, który zajmuje powierzchnię 728 000 m². 980 budynków Zakazanego Miasta ma łączną powierzchnię 150 000 m² i zawiera 9999 pokoi (starożytni Chińczycy wierzyli, że bóg Yù Huáng miał 10 000 pokoi w swoim pałacu, więc z szacunku zbudowali ziemski pałac, nieco mniej niż w boskim pałacu). Według Księgi rekordów Guinnessa Zakazane Miasto posiada „największy pałac na świecie”. Istana Nurul Iman w Brunei, o powierzchni 200 000 m² powierzchni użytkowej, posiada tytuł „największego na świecie pałacu mieszkalnego”.
Największym działającym pałacem królewskim na świecie pod względem powierzchni jest Pałac Królewski w Madrycie w Hiszpanii, o powierzchni 135 000 m² użytkowej i zawiera 3418 pokoi. Tytuł największej domeny królewskiej na świecie, mierzony całkowitą powierzchnią posiadłości, należy do zamku Balmoral w Szkocji. Teren zamku obejmuje 20 000 hektarów. Pałac Potala w Lhasie w Tybecie, z ponad 130 000 m² powierzchni użytkowej, jest jednym z największych pałaców na świecie pod względem powierzchni. Do 1959 roku był zimową rezydencją XIV Dalajlamy.
W kategorii zamków zamki w Pradze i Malborku uchodzą za największe na świecie. Jednak pomimo swojej nazwy, Zamek Praski nie jest pojedynczym budynkiem. Podobnie jak Zakazane Miasto, składa się z wielu pałaców, świątyń i sal (budowanych przez kilka stuleci), które mają wspólny mur obronny. W sumie kompleks obejmuje 7,3 ha.

## „Sztuczne pałace”
Chociaż wiele budynków nosi tytuł pałacu, nie są one już lub nigdy nie miały być używane jako rezydencja królewska, rezydencja suwerena lub rezydencja biskupa.
Rumuński Pałac Parlamentu ma powierzchnię 330 003 m² i nigdy nie był rezydencją królewską, ponieważ ostatni monarcha został zmuszony do abdykacji w 1947 roku, a pałac był przeznaczony dla Nicolae Ceaușescu, najwyższego władcy i dyktatora Rumunii.
Brytyjski Pałac Westminsterski został zbudowany w średniowieczu jako rezydencja królewska. Służył jako główna rezydencja monarchy do 1522 roku, kiedy to Henryk VIII przeniósł swój dwór do nowo nabytego Pałacu Whitehall. Od tego czasu pałac w Westminster był używany przez Izbę Lordów, Izbę Gmin i różne sądy. Większość średniowiecznego pałacu została zniszczona przez pożar w 1834 roku, a budowę obecnego budynku rozpoczęto w 1840 roku. Pałac, który obecnie stoi w tym miejscu, został zaprojektowany specjalnie do użytku parlamentarnego, jednak jest własnością monarchy i zachowuje status rezydencji królewskiej. Niewiele przetrwało ze średniowiecznego pałacu, ale najbardziej znaczącym jest Westminster Hall, zbudowany w 1097 roku za panowania Wilhelma II.

## Przebudowane pałace
Kilka pałaców to dawne rezydencje królewskie, które osiągnęły swoje obecne wielkie rozmiary po tym, jak przestały być używane jako rezydencje królewskie i zostały przekształcone w inne cele.
Najlepszym przykładem takiej późniejszej rozbudowy jest Luwr. Jako rezydencja królewska był znacznie mniejszy, niż obecny Luwr. Został opuszczony w 1682 roku, kiedy Ludwik XIV przeniósł swój dwór do Pałacu Wersalskiego. Luwr został zdegradowany do roli eksponowania zbiorów królewskich i przyjmowania usług administracyjnych, a na przestrzeni wieków przeszedł kilka renowacji, rozbudów i uzupełnień, w tym znaczącą rozbudowę podczas panowania Napoleona III w okresie Drugiego Cesarstwa Francuskiego w XIX wieku. Swój obecny rozmiar 210 000 m² osiągnął dopiero w 1988 roku.
Rosyjski Pałac Zimowy po rewolucjach nie był rozbudowywany, ale Państwowe Muzeum Ermitażu zajmuje również inne budynki, które zwiększają rozmiar muzeum, nie pałac sam w sobie. Pałac Zimowy miał powierzchnię 60 000 m² jako rezydencja królewska. Nowoczesny kompleks Ermitażu, skupiony wokół Pałacu Zimowego, ma powierzchnię 183 820 m² powierzchni użytkowej. Obejmuje to budynki Małego i Starego Ermitażu, które były używane przez Dwór Cesarski i są częścią kompleksu pałacowego. To samo dotyczy Nowego Ermitażu, który od momentu powstania służył jako muzeum kolekcji cesarskich. Wszystkie trzy Ermitaże i Teatr Ermitażu można zatem uznać zarówno za niezależne budynki, jak i za skrzydła Pałacu Zimowego.
Pomimo rozmiarów, które przyćmiewają większość innych wielkich pałaców w Europie, Pałac Zimowy nie zajmuje tak dużej powierzchni, ponieważ większość apartamentów państwowych w północnym i wschodnim skrzydle ma wysokość dwóch pięter.

## Niezamieszkane pałace
Z 134 999 m² powierzchni Pałac Królewski w Madrycie jest często uważany za największy funkcjonujący pałac w Europie, ponieważ nadal pełni funkcje państwowe. Chociaż kiedyś zamieszkiwali go hiszpańscy monarchowie, obecny król Hiszpanii tego nie robi, zamiast tego mieszka w znacznie mniejszym Pałacu Zarzuela.
Chociaż jest wyraźnie mniejszy, z zaledwie 61 210 m² powierzchni, Pałac Królewski w Sztokholmie twierdzi również, że jest „największym pałacem na świecie wciąż używanym zgodnie ze swoim pierwotnym przeznaczeniem”. Jednak, podobnie jak pałac w Madrycie, nie jest obecnie zamieszkiwany, a zamiast tego szwedzcy monarchowie mieszkają w Pałacu Drottningholm.

## Największe dawne zespoły pałacowe

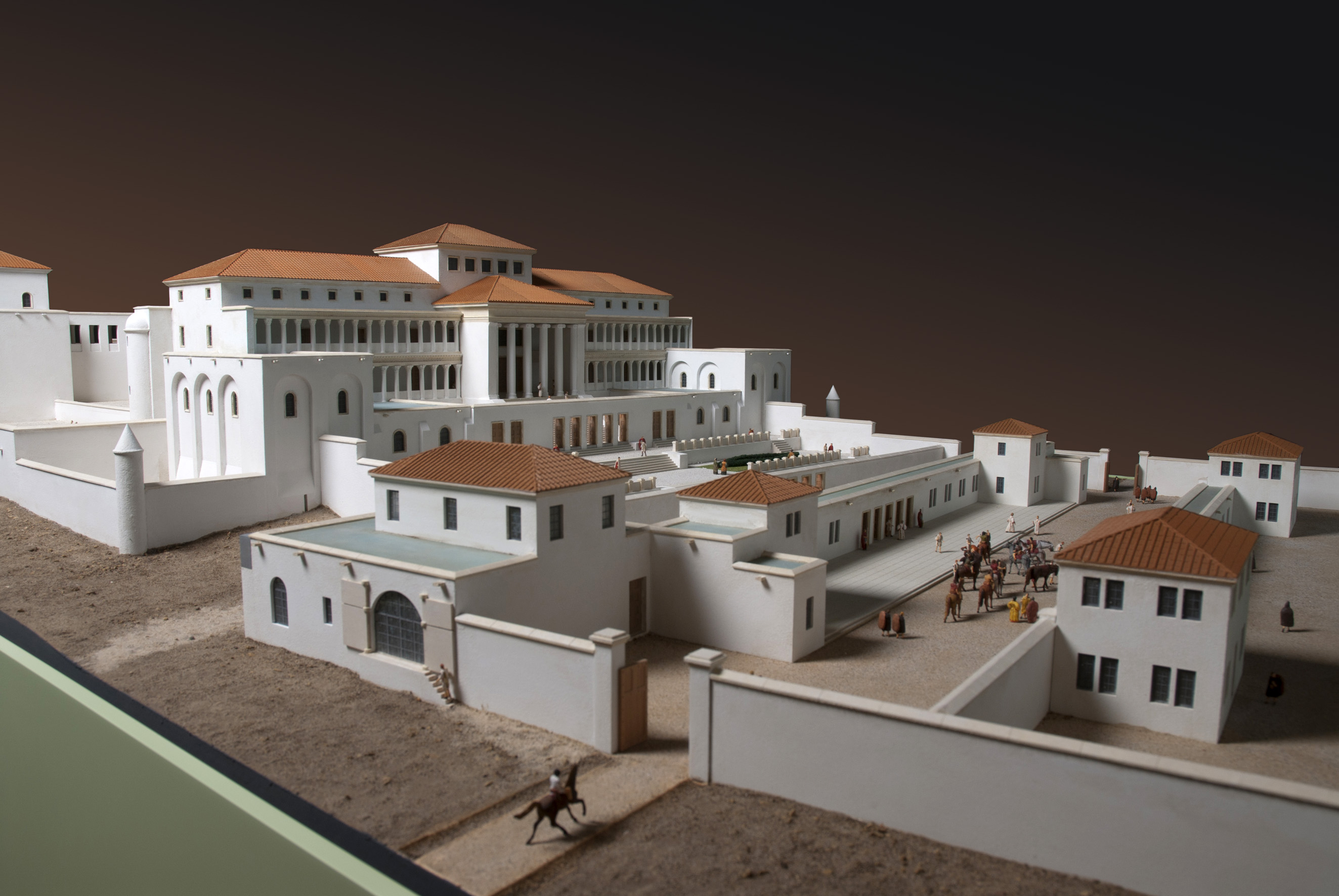
Rzymska Neuchâtel, Szwajcaria

W starożytności budynki pałacowe mogły być równie duże, a nawet większe, niż istniejące budynki pałacowe. Jednym z przykładów jest pałac w Knossos na greckiej Krecie. Pałac, którego budowę rozpoczęto w 2000 roku p.n.e., osiągnął największe rozmiary w 1500 roku p.n.e. o wielkości 20 000 m² i 1300 pokoi.
Kompleks pałacowy Malkata został zbudowany przez faraona Amenhotepa III w XIV wieku p.n.e. Wielkość kompleksu pałacowego nie jest znana, ale zawierał sztuczne jezioro w kształcie litery T o powierzchni co najmniej 2 km² (według niektórych szacunków nawet 3,6 km²). Wielkość samego pałacu głównego wynosiła 30 000 m².
Szacuje się, że Basileia (dzielnica królewska) w Aleksandrii zajmowała obszar około 200 ha, chociaż jej dokładna wielkość nie jest znana. Według Strabona zajmowała jedną czwartą, a może nawet jedną trzecią całego miasta. W skład kompleksu wchodziły liczne pałace i rezydencje królewskie, parki i ogrody, słynna biblioteka aleksandryjska, grobowce królewskie (w tym Aleksandra Wielkiego), świątynie, teatr, gimnazjon, ogród zoologiczny, cytadela, więzienie, apartamenty skarbowe i gościnne.
Willa cesarza Hadriana w Tivoli była kompleksem ponad 30 budynków zbudowanych między 118 a 130 rokiem, zajmującym powierzchnię co najmniej 250 akrów. Willa była najwspanialszym rzymskim przykładem ogrodu aleksandryjskiego, odtwarzającym sakralny krajobraz. W skład kompleksu wchodziły pałace, kilka term, teatr, świątynie, biblioteki, komnaty reprezentacyjne oraz kwatery dla dworzan, pretorianów i niewolników.
Kiedy po wielkim pożarze w 64 roku zbudowano „Złoty Dom” Nerona (Domus Aurea), budynki zajmowały powierzchnię do 300 akrów. Główna willa kompleksu miała ponad 300 pokoi.
W 200 roku p.n.e. Pałac Weiyang został zbudowany na zlecenie cesarza Han Gaozu, pod nadzorem jego premiera, Xiao He. Pałac przetrwał do czasów dynastii Tang, kiedy to został spalony przez grasujących najeźdźców w drodze do stolicy Tang, Chang’an. Był to największy kompleks pałacowy, jaki kiedykolwiek zbudowano na Ziemi, obejmujący 4,8 km². To prawie 7 razy więcej niż powierzchnia Zakazanego Miasta i 11 razy więcej niż Watykanu.
Pałac Daming był cesarskim kompleksem pałacowym dynastii Tang w Chang’an. Służył jako cesarska rezydencja cesarzy Tang przez ponad 220 lat. W 634 roku cesarz Taizong z Tang rozpoczął budowę Pałacu Daming na płaskowyżu Longshou. Nakazał budowę letniego pałacu dla swego emerytowanego ojca, cesarza Gaozu z Tang, jako akt synowskiej pobożności. Jednak cesarz Gaozu zachorował i nigdy nie był świadkiem ukończenia pałacu. W 660 roku Wu Zetian zlecił nadwornemu architektowi Yanowi Libenowi zaprojektowanie pałacu, a budowę rozpoczęto ponownie w 662 roku. W 663 roku za panowania cesarza Gaozonga z Tang budowa pałacu została zakończona. Cesarz rozpoczął rozbudowę pałacu wraz z budową Hanyuan Hall. 5 czerwca 663 r. rodzina cesarska Tang zaczęła przenosić się z Pałacu Taiji do niedokończonego Pałacu Daming, który stał się nową siedzibą dworu cesarskiego i politycznym centrum imperium. Powierzchnia zespołu pałacowego wynosiła 3,11 km².

## Zestawienie największych pałaców
Uwaga! Zestawienie nie obejmuje wszystkich pałaców, a jedynie wybrane.
|    | Nazwa                                | Państwo                      | Miejscowość                | Powierzchnia | Zdjęcie                | Przypisy                    |
| -- | ------------------------------------ | ---------------------------- | -------------------------- | ------------ | ---------------------- | --------------------------- |
| 1  | Hofburg                              | Austria                      | Wiedeń                     | 240 000 m²   |                        | [ 19 ] [ 20 ] [ 21 ]        |
| 2  | Luwr                                 | Francja                      | Paryż                      | 210 000 m²   |                        | [ 22 ] [ 23 ] [ 24 ]        |
| 3  | Ak Saray                             | Turcja                       | Ankara                     | 200 020 m²   |                        | [ 25 ] [ 26 ] [ 27 ]        |
| 4  | Istana Nurul Iman                    | Brunei                       | Bandar Seri Begawan        | 200 000 m²   |                        | [ 28 ] [ 29 ] [ 30 ]        |
| 5  | Pałac Apostolski                     | Watykan                      | Watykan                    | 162 000 m²   |                        |                             |
| 6  | Pałac papieski w Awinionie           | Francja                      | Awinion                    | 150 100 m²   |                        |                             |
| 7  | Zakazane Miasto                      | Chiny                        | Pekin                      | 150 000 m²   |                        | [ 31 ] [ 32 ] [ 33 ] [ 34 ] |
| 8  | Zamek w Malborku                     | Polska                       | Malbork                    | 143 000 m²   |                        | [ 35 ] [ 36 ] [ 37 ] [ 38 ] |
| 9  | Pałac Królewski w Casercie           | Włochy                       | Caserta                    | 138 000 m²   |                        | [ 39 ] [ 40 ] [ 41 ]        |
| 10 | Pałac Królewski w Madrycie           | Hiszpania                    | Madryt                     | 135 000 m²   |                        | [ 42 ] [ 43 ] [ 44 ]        |
| 11 | Qasr Al Watan                        | Zjednoczone Emiraty Arabskie | Abu Zabi                   | 134 275 m²   |                        | [ 45 ] [ 46 ]               |
| 12 | Pałac Westminsterski                 | Wielka Brytania              | Londyn                     | 112 476 m²   |                        |                             |
| 13 | Pałac Kwirynalski                    | Włochy                       | Rzym                       | 110 500 m²   |                        | [ 47 ]                      |
| 14 | Pałac Abdeen                         | Egipt                        | Kair                       | 108 000 m²   |                        |                             |
| 15 | Pałac Falaknuma                      | Indie                        | Hajdarabad                 | 93 971 m²    |                        |                             |
| 16 | Istana Negara                        | Malezja                      | Kuala Lumpur               | 90 082 m²    |                        | [ 48 ] [ 49 ]               |
| 17 | Pałac w Venaria Reale                | Włochy                       | Venaria Reale              | 80 000 m²    |                        | [ 50 ] [ 51 ]               |
| 18 | Pałac Buckingham                     | Wielka Brytania              | Londyn                     | 77 000 m²    |                        | [ 52 ] [ 53 ]               |
| 19 | Pałac Çırağan                        | Turcja                       | Stambuł                    | 76 000 m²    |                        |                             |
| 20 | Zamek Praski                         | Czechy                       | Praga                      | 70 000 m²    |                        | [ 54 ]                      |
| 21 | Topkapi                              | Turcja                       | Stambuł                    | 70 000 m²    |                        |                             |
| 22 | Pałac Parlamentu                     | Rumunia                      | Bukareszt                  | 66 000 m²    |                        | [ 56 ] [ 57 ]               |
| 23 | Pałac w Shenyangu                    | Chiny                        | Shenyang                   | 63 272 m²    |                        | [ 58 ]                      |
| 24 | Pałac wersalski                      | Francja                      | Wersal                     | 63 154 m²    |                        | [ 59 ] [ 60 ]               |
| 25 | Pałac Królewski w Sztokholmie        | Szwecja                      | Sztokholm                  | 61 210 m²    |                        |                             |
| 26 | Rezydencja księcia Gonga             | Chiny                        | Pekin                      | 61 120 m²    |                        | [ 61 ]                      |
| 27 | Pałac w Mannheimie                   | Niemcy                       | Mannheim                   | 60 000 m²    |                        |                             |
| 28 | Pałac Zimowy                         | Rosja                        | Petersburg                 | 60 000 m²    |                        | [ 62 ]                      |
| 29 | Zamek na Wawelu                      | Polska                       | Kraków                     | 56 973 m²    | Wawel Castle in Kraków | [ 63 ]                      |
| 30 | Zamek w Windsorze                    | Wielka Brytania              | Windsor                    | 54 835 m²    |                        | [ 38 ]                      |
| 31 | Christiansborg                       | Dania                        | Kopenhaga                  | 51 660 m²    |                        |                             |
| 32 | Hampton Court                        | Wielka Brytania              | Molesey                    | 47 330 m²    |                        |                             |
| 33 | Rezydencja królewska w Fontainebleau | Francja                      | Fontainebleau              | 46 500 m²    |                        | [ 64 ]                      |
| 34 | Zamek w Berlinie                     | Niemcy                       | Berlin                     | 45 000 m²    |                        | [ 65 ]                      |
| 35 | Pałac Dolmabahçe                     | Turcja                       | Stambuł                    | 45 000 m²    |                        |                             |
| 36 | Zamek Królewski w Budapeszcie        | Węgry                        | Budapeszt                  | 44 674 m²    |                        |                             |
| 37 | Zamek Książ                          | Polska                       | Wałbrzych                  | 42 840 m²    |                        | [ 66 ]                      |
| 38 | Pałac Rządowy w Bejrucie             | Liban                        | Bejrut                     | 39 970 m²    |                        |                             |
| 39 | Pałac w Mafrze                       | Portugalia                   | Mafra                      | 39 948 m²    |                        |                             |
| 40 | Het Loo                              | Holandia                     | Apeldoorn                  | 36 042 m²    |                        |                             |
| 41 | Pałac Królewski w Brukseli           | Belgia                       | Bruksela                   | 33 027 m²    |                        | [ 67 ]                      |
| 42 | Palazzo Pitti                        | Włochy                       | Florencja                  | 32 000 m²    |                        | [ 68 ]                      |
| 43 | Frederiksborg                        | Dania                        | Hillerød                   | 31 290 m²    |                        |                             |
| 44 | Pałac Schönbrunn                     | Austria                      | Wiedeń                     | 31 056 m²    |                        |                             |
| 45 | Rezydencja Mufu                      | Chiny                        | Lijiang                    | 30 667 m²    |                        | [ 69 ]                      |
| 46 | El Escorial                          | Hiszpania                    | San Lorenzo de El Escorial | 30 658 m²    |                        | [ 70 ] [ 71 ]               |
| 47 | Kronborg                             | Dania                        | Helsingør                  | 28 724 m²    |                        |                             |
| 48 | Amalienborg                          | Dania                        | Kopenhaga                  | 26 500 m²    |                        |                             |
| 49 | Pałac Gwiazd                         | Turcja                       | Stambuł                    | 25 000 m²    |                        |                             |
| 50 | Wielki Pałac Kremlowski              | Rosja                        | Moskwa                     | 24 100 m²    |                        |                             |
| 51 | Rezydencja w Monachium               | Niemcy                       | Monachium                  | 23 000 m²    |                        |                             |
| 52 | Pałac królewski w Amsterdamie        | Holandia                     | Amsterdam                  | 22 031 m²    |                        |                             |
| 53 | Pałac w Jełgawie                     | Łotwa                        | Jełgawa                    | 21 000 m²    |                        |                             |
| 54 | Rashtrapati Bhavan                   | Indie                        | Delhi                      | 20 000 m²    |                        |                             |
| 55 | Pałac Ras El Tin                     | Egipt                        | Aleksandria                | 17 000 m²    |                        |                             |
| 56 | Zamek Królewski w Warszawie          | Polska                       | Warszawa                   | 10 056 m²    |                        | [ 72 ] [ 73 ]               |
| 57 | Pałac Czartoryskich w Puławach       | Polska                       | Puławy                     | 9 718 m²     |                        | [ 74 ]                      |
| 58 | Pałac Soestdijk                      | Holandia                     | Baarn                      | 9 000 m²     |                        |                             |
| 59 | Huis ten Bosch                       | Holandia                     | Haga                       | 8 785 m²     |                        |                             |
| 60 | Raj Bhavan                           | Indie                        | Kolkata                    | 7 804 m²     |                        |                             |
| 61 | Pałac Prezydencki w Warszawie        | Polska                       | Warszawa                   | 5 600 m²     |                        | [ 75 ]                      |
| 62 | Pałac Bruchsal                       | Niemcy                       | Bruchsal                   | 5 400 m²     |                        |                             |
| 63 | Pałac w Wilanowie                    | Polska                       | Wilanów                    | 4 171 m²     |                        | [ 76 ]                      |